# 千葉県立桜が丘特別支援学校
千葉県立桜が丘特別支援学校（ちばけんりつさくらがおかとくべつしえんがっこう）は、千葉県千葉市若葉区にある特別支援学校。

## 沿革
- 1960年10月18日 - 千葉市立都町小学校・加曽利中学校の施設内特殊学級として発足
- 1961年4月1日 - 旧・千葉県立桜が丘養護学校として開校
- 1964年4月1日 - 高等部、寄宿舎開設
- 1973年9月5日 - 茂原分校（現・千葉県立長生特別支援学校）設置
- 1981年3月31日 - 育成園移転（千葉リハビリテーションセンターへ統合）→千葉県立袖ケ浦特別支援学校（千葉市緑区）に移転開設に伴うもの
- 2007年4月1日 - 現校名に変更